# Hermann Weiß (Theologe)
Hermann Weiß (* 29. September 1833 in Rottenburg am Neckar; † 1. April 1914 in Tübingen) war ein evangelischer Theologe und Professor an der Universität Tübingen.

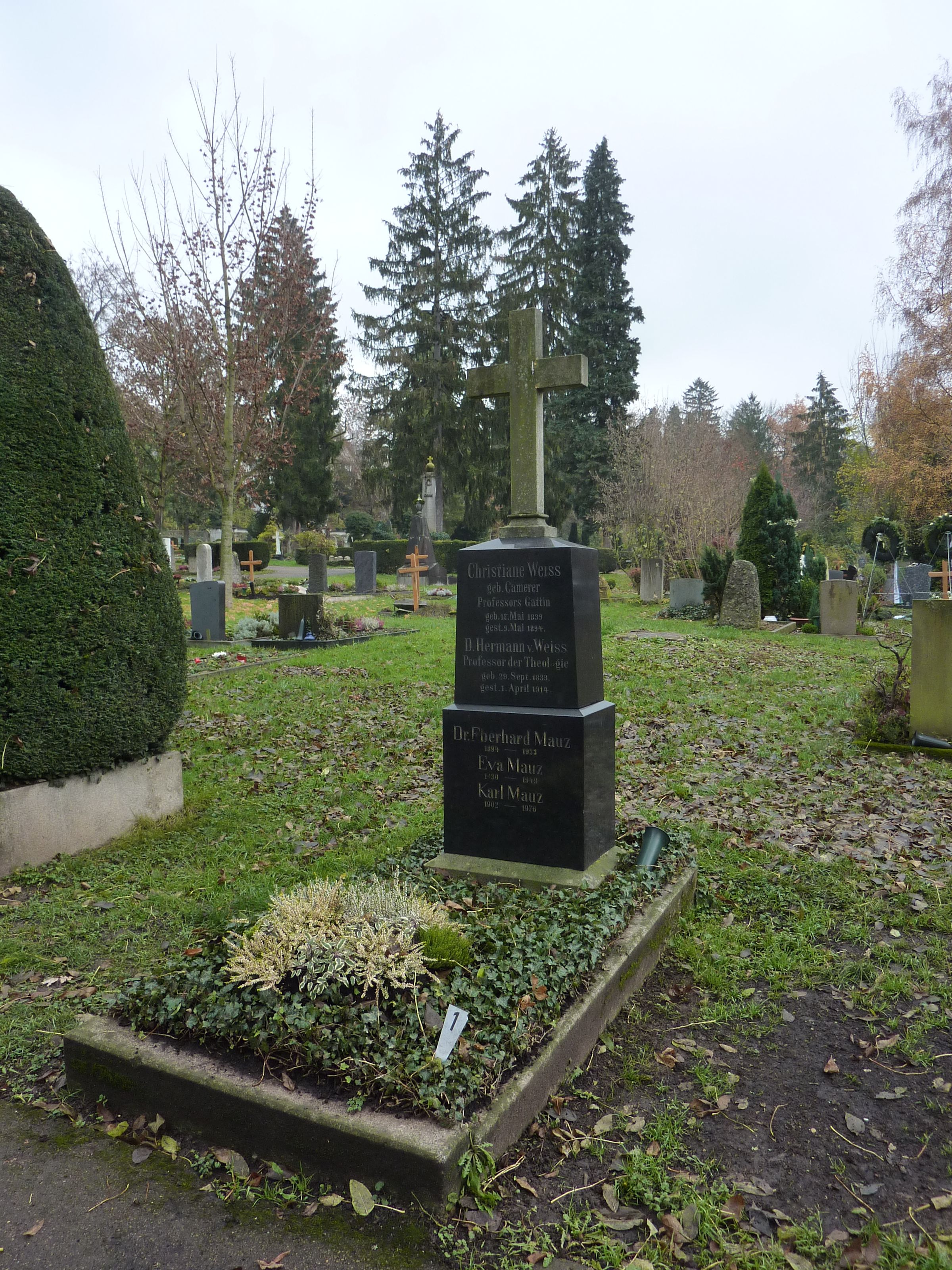
Grabstein des Professors auf dem Ebershaldenfriedhof, Esslingen am Neckar

## Leben und Wirken
Hermann Weiß studierte 1851–1855 in Tübingen, war 1858 Diakonus und Bezirksschulinspektor in Vaihingen, 1863 in Nürtingen, ab 1875 als Nachfolger von Christian David Friedrich Palmer (1811–1875) ordentlicher Professor der Theologie in Tübingen und seit 1891 im Ruhestand. 
Albrecht Ritschl richtete sich mit seiner Schrift Theologie und Metaphysik unter anderem gegen Weiß.
In seinem Vorwort zu einem Text von Friedrich Schleiermacher bezeichnete Weiß diesen als „den eigentlichen evangelischen Kirchenvater unseres Jahrhunderts“.

## Werke
- Sechs Vorträge über die Person Jesu Christi. Gehalten im Saale der Bürgergesellschaft zu Stuttgart im Frühjahr 1863. Krüll, Ingolstadt 1863.
- Über die hauptsächlichsten Bildungsideale der Gegenwart, besonders ihr Verhältnis zum Christentum. F. Fuess u. a., Tübingen 1876 (Zugleich: Tübingen, Akademische Antrittsrede, 1876).
- Die christliche Idee des Guten und ihre modernen Gegensätze. Ein theologischer Beitrag zur christlichen Ethik. Perthes, Gotha 1877.
- Über das Wesen des persönlichen Christstandes. Eine kritische Orientierung mit besonderer Beziehung auf die Theologie Ritschls. In: Theologische Studien und Kritiken. 54. Jg., Heft 3, 1881, ISSN 0259-7071, S. 377–417, Digitalisat.
- Schleiermacher's Darstellung vom Kirchenregiment. Mit einführendem Vorwort von Hermann Weiß. Reimer, Berlin 1881.
- Ueber die Bedeutung des Christenthums für das sociale Leben der Gegenwart (= Wissenschaftliche Vorträge über religiöse Fragen 5, ZDB-ID 304831-7). s. n., Frankfurt am Main 1882.
- Einleitung in die christliche Ethik (= Sammlung theologischer Lehrbücher. Bd. 5). Mohr, Freiburg (Breisgau) 1889.